# Pardosa nicobarica
Pardosa nicobarica är en spindelart som först beskrevs av Tord Tamerlan Teodor Thorell 1891.  Pardosa nicobarica ingår i släktet Pardosa och familjen vargspindlar.
Artens utbredningsområde är Nicobarerna. Inga underarter finns listade i Catalogue of Life.